# Microparsus puertoricensis
Microparsus puertoricensis är en insektsart som först beskrevs av Smith, C.F. 1970.  Microparsus puertoricensis ingår i släktet Microparsus och familjen långrörsbladlöss. Inga underarter finns listade i Catalogue of Life.